# پزشک دهکده
دکتر کوئین، پزشک زن (به انگلیسی: Dr. Quinn, Medicine Woman) در ایران پزشک دهکده، یک مجموعه تلویزیونی آمریکایی با سبک وسترن، درام و خانوادگی به کارگردانی  بث سالیوان است. این مجموعه تلویزیونی از سال ۱۹۹۳ تا ۱۹۹۸ در شبکه سی‌بی‌اس پخش شد.

## خلاصهٔ داستان

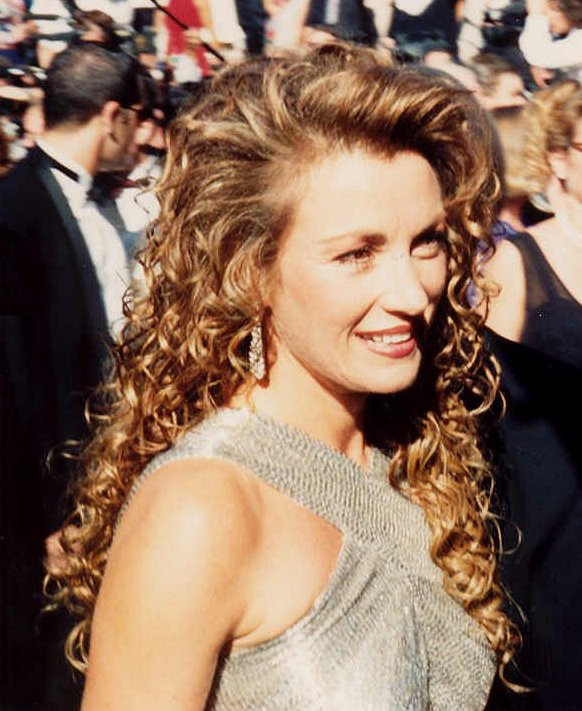
جین سیمور بازیگر پزشک دهکده

ماجرای این مجموعهٔ تلویزیونی مربوط به پزشک زنی با نام مایکلا کوئین است که نقش آن را جین سیمور بازی می‌کند. مایکلا پس از تکمیل تحصیلات پزشکی در بوستون و ناکامی در پیدا کردن شغل به عنوان دکتر، به دهکده‌ای در کلورادو می‌رود و در آنجا به معالجهٔ بیماران می‌پردازد هر چند که مردم دهکده آمادگی پذیرش یک دکتر زن را ندارند اما مایکلا با سر سختی به معالجهٔ بیماران می‌پردازد. در همین حین با خانواده‌ای صمیمی می‌شود. پس از مدتی مادر آن خانواده بر اثر بیماری در معرض مرگ قرار می‌گیرد و در اواخر عمرش سه فرزندش را به مایکلا می‌سپارد تا از آن‌ها مراقبت کند.

## بازیگران

### اصلی
- جین سیمور – دکتر مایکلا کوئین-سالی
- جو لاندو – بایرون سالی
- چاد آلن – متیو کوپر
- اریکا فلورس – کالین کوپر کوئین-سالی (فصل‌های ۱–۳)
- جسیکا بومن – کالیم کوپر کوئین-سالی کوک (میانه فصل ۳ – ۶)
- شان تووی – برایان کوپر کوئین-سالی

### مکمل
- اورسن بین – لورن برای (مغازه دار دهکده)
- فرانک کولیسون – هوریس بین (تلگرافچی دهکده)
- جیم نوبلیک – جیک اسلیکر (آرایشگر دهکده)
- لری سلرز – شاهین سیاه (pilot), ابر رقصان (ابر سفید)
- ویلیام شاکلی – هنک لاوسون
- جفری لوئر – Rev. Timothy Johnson پدر روحانی
- هنری جی. سندرز – رابرت ئی. (همسر گریس)
- جنیل الن – گریس
- Nick Ramus – Chief Black Kettle (فصل‌های ۱–۳)
- هیدی کوزاک – امیلی دوناوان (فصل ۱)
- گیل استریکلند – الیو دیویس (فصل ۱)
- جنیفر یانگز – اینگرید (نامزد متیو) (فصل‌های ۱–۴)
- هلن یودی – مایرا بینگ (همسر هوریس) (فصل‌های ۱–۴; مهمان: فصل ۵)
- Haylie Johnson – بکی بونر (فصل‌های ۱–۶)
- باربارا بابکوک – دوروتی جنینگز (دوست دکتر مایک و مسؤول روزنامه دهکده) (فصل‌های ۲–۶)
- جورجان جانسون – الیزابت کویین (مادر دکتر مایک) (فصل‌های ۲–۶)
- آلی میلز – مارجوری کوئین (فصل‌های 2–6) (saloon girl, فصل ۱)
- الینور دوناهو – ربکا کوئین دیکینسون (فصل‌های ۲–۶)
- شارلوت شاتون – اما (فصل‌های ۴ و ۵)
- Michelle Bonilla – ترزا مورالس (فصل ۵)
- آلکس منسس – ترزا مورالیس اسلیکر (فصل ۶)
- براندون داگلاس – راندولف کامینگز (قسمت ۴٫۱۶), دکتر اندرو کوک (همسر کالین کوپر) (فصل‌های ۴–۶)
- جیسون لیلند ادمز – جرج آرمسترانگ کاستر (فصل‌های ۲ و ۳), پرستون ای. لاج III (فصل‌های ۴–۶)
- جان اشنایدر – Red McCall (قسمت ۱٫۰۹), دنیل سایمون (معدنیاب و دوست سالی) (فصل‌های ۵ و ۶)
- برندن جفرسون – آنتونی (فصل ۴)
- Brandon Hammond – آنتونی (فصل‌های ۵ و ۶)
- Ben Murphy - ایتن کوپر (فصل‌های ۱–۳)
- |سامانتا ||هلیستون کولمن
- ماریا چلسی (دوست قدیمی دکتر مایک)

### هنرپیشگان مهمان
- ادوارد آلبر – دکنر ویلیام بروک (قسمت ۲٫۰۶)
- David Beecroft – سرگرد ترنس مک کی (قسمت‌های ۵٫۲۵, ۲۶; ۶٫۱–۳, ۱۱)
- بیبی بچ – بئاتریس کارترایت (قسمت ۴٫۲۳)
- ورنا بلوم – مائود برای (pilot)
- گای بوید (هنرپیشه) – لورن برای (pilot)
- دیوید کارادین – هیوستون کریر (قسمت ۵٫۲۰)
- جون کارتر – خواهر روت (قسمت‌های ۲٫۰۵, ۳٫۰۹, ۵٫۱۶)
- جانی کش – کید کول (قسمت‌های ۱٫۰۴, ۲٫۰۵, ۳٫۰۹, ۵٫۱۶)
- مکسول کالفیلد – اندرو استراوس/دیوید لوئیس (قسمت ۲٫۲۴)
- دنیس کرازبی – ایزابت ماینارد (قسمت ۴٫۲۵)
- رابرت کالپ – دکتر الیاس جکسون (قسمت ۱٫۰۷)
- استیون کالپ – پیتر دویل (قسمت ۵٫۲۱)
- Jon Cypher – پرستون ای. لاج II (قسمت ۵٫۱۰)
- کریستین دیویس – کری مک گی (قسمت ۳٫۰۹)
- فیونولا فلانگان – هیرت (قسمت ۲٫۱۴)
- زاک گالیگان – چستر بارنز (قسمت ۶٫۱۲)
- Megan Gallivan – ابیگیل باری سالی (قسمت ۲٫۳)
- جوزف گوردون لویت – زک لاوسون، پسر هنک (قسمت ۱٫۱۵)
- دوریان هاروود - سرگرد زاخاری کارور (قسمت ۲٫۱۷)
- Jerry Haynes – آقای رویس (قسمت‌های ۶٫۸, ۹)
- Christine Healy – دکرت میریام تیلسون (قسمت ۴٫۲۲)
- ریچارد هرد – دکتر جا هانسن (قسمت‌های ۲٫۶, ۷)
- جیمز کیچ – برنت کوریر (قسمت ۵٫۲۰)
- Stacy Keach, Sr. – قاضی وبستر (قسمت‌های ۵٫۳, ۷, ۱۴)
- داین لد – شارلوت کوپر (pilot, قسمت ۲٫۱۱)
- شریل لی – کاترین / Shivering Deer (قسمت ۲٫۱۵)
- مت لتچر – تام جنینگز، پسر دوروتی (قسمت ۲٫۱۹)
- آنا لوکارت – مورین (قسمت‌های ۲٫۶, ۷)
- باربارا ماندرل – گیلدا سنت کلیر (قسمت ۵٫۰۴)
- کالم مینی – جیک اسلیکر (pilot)
- ریچارد مول – جان (قسمت‌های ۳٫۰۶, ۳٫۲۸, ۳٫۲۹)
- ویلی نلسون – مارشال الیاس برک (قسمت‌های ۵٫۰۹, ۶٫۱۹)
- Ivory Ocean – رابرت ئی. (pilot)
- دیوید اوگدن استایرس – تئودور کوئین (قسمت ۵٫۱۵)
- تام پوستون – Mysterious 'Dead Man' (قسمت ۲٫۰۳)
- اندرو پرین – Thaddeus Birch (قسمت ۱٫۰۹)
- فرد راجرز – Reverend Thomas (قسمت ۴٫۱۹)
- کنی راجرز – دانیل واتکینز (قسمت ۱٫۱۶)
- ریچارد راوندتری – 'Barracuda' Jim Barnes (قسمت ۶٫۲۱)
- هل اسپارکس – Gentle Horse (قسمت ۳٫۱۴)
- نیک تیت – Martin 'Avishominis' Chesterfield (قسمت ۶٫۱۸)
- Travis Tritt – زاخاری برت (قسمت ۴٫۱۴)
- کاسپر ون دین – جسی (قسمت‌های ۳٫۳, ۴)
- ری والستن – لوسیوس اسلیکر (قسمت ۵٫۰۸)
- کریگ واسون – جولیوس هافمن (قسمت ۲٫۱۸)
- جین وایمن – الیزابت کوئین (قسمت ۱٫۰۳)
- تریشا یروود – رهبر گروه کر (قسمت ۳٫۱۰)